# IO Interactive

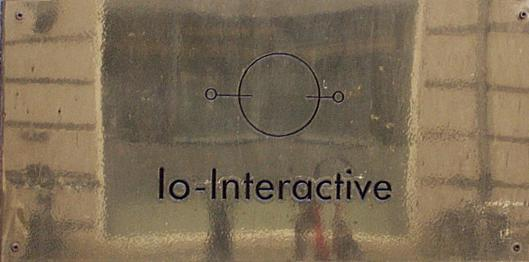
Skylt utanför IO Interactives tidigare lokaler vid Farvergade 2, Köpenhamn.

 IO Interactive A/S är ett danskt datorspelsföretag som grundades av den danska utvecklingsgruppen Reto-Moto i september 1998. År 2004 köptes de upp av Eidos Interactive, som sedan kom att publicera alla företagets spel. År 2009 köptes Eidos upp av Square Enix, varvid de blev de nya ägarna av IO Interactive.
Företaget är mest känt för spelserien Hitman, men utvecklar också Kane & Lynch-serien och andra spel såsom Freedom Fighters. Deras spel distribueras av Eidos Interactive och Square Enix.

## Historia
16 januari 2019 öppnade företaget sin dotterstudio IOI Malmö i Malmö, Sverige.
I november 2020 utannonserade IO Interactive spelet Project 007, ett originellt James Bond-spel i ett samarbete med licensinnehavarna MGM och EON Productions.
2021 meddelade IO Interactive att de öppnade en spelstudio i Barcelona, Spanien under namnet IOI Barcelona.
2023 öppnade företaget ytterligare en ny spelstudio i Istanbul, Turkiet.
I februari 2023 meddelade IO Interactive att de arbetar med ett nytt spel med titeln Project Fantasy som är ett online RPG-spel.

## Ludografi
- Hitman: Codename 47 (2000)
- Hitman 2: Silent Assassin (2002)
- Freedom Fighters (2003)
- Hitman: Contracts (2004)
- Hitman: Blood Money (2006)
- Kane & Lynch: Dead Men (2007)
- Mini Ninjas (2009)
- Kane & Lynch: Dog Days (2010)
- Hitman: Absolution (2012)
- Hitman (2016)
- Hitman 2 (2018)
- Hitman 3 (2021)
- 007 First Light (2026)
- Project Fantasy (arbetstitel)